# Prison d'Al Hayer
La prison d'Al-Hayer (en arabe : سجن الحاير), également connue sous le nom de al Hair, al-Hayar, ou al-Haer, est une prison de très haute sécurité saoudienne.

## Géographie
Elle est située à environ 40 km au sud de Riyad.

## Équipements
Elle comprend des équipements pour les criminels de droit commun et des délinquants. Elle est le lieu d'incarcération d'un certain nombre de figures d'Al-Qaïda et de l’État islamique.
Des actes de torture ou d’autres formes de mauvais traitements seraient pratiqués dans cette prison.

## Prisonniers célèbres
- Loujain Al-Hathloul (de février 2019 à février 2021)[4],[5]
- Basma bint Sa'ud Al Sa'ud[1]
- Al-Walid ben Talal Al Saoud
- William Sampson[6]
- Turki al-Jasser[7].